# Hotel Palestina (Bagdád)
Hotel Palestina (arabsky فندق فلسطين‎) je název pro hotel, který se nachází v hlavním městě Iráku, v Bagdádu. Hotel stojí na břehu řeky Tigris na Náměstí Firdaus. V jeho blzkosti ještě stojí budova hotelu Ištar.
Osmnáctipatrový hotel je nápadnou výškovou budovou vystupující z okolní nižší. Jedná se o jeden monolitický blok, který je orientován kolmo k ose řeky Tigris. Má 18 pater, jeho západní i východní fasády jsou rozčleněny. Nápadné jsou dekorativní mříže na balkonech.
Na střeše má terasu a bar. Celkem se zde nacházejí tři bary a 405 pokojů.
Areál hotelu zahrnuje i další objekty, jako např. bazén apod. Bývá proto někdy popisován jako turistický resort.

## Historie
Potřeba zbudování moderního hotelu vyvstala v 70. letech v souvislosti s prudkou modernizací Iráku díky prostředkům z ropy a odpovídajícímu nárůstu zahraničních turistů, kteří hledali odpovídající zázemí.
Hotel byl postaven v roce 1982. Podle smlouvy jej nechala vybudovat irácká vláda, provozovat jej ale měla francouzská skupina Meridien Hotels jako Palestine Meridien Hotel. Spolupráce nicméně netrvala dlouho, neboť francouzská společnost musela následně po uvalení sankcí OSN na Irák v roce 1990 zemi opustit. Hotel tak převzal irácký stát a název změnil na současný. 
V roce 1991 při válce v Zálivu a následné válce v Iráku v roce 2003 byl oblíbený pro západní novináře, kteří informovali o probíhajícím konfliktu. Nebyl nicméně jediným hotelem, který využívali pracovníci médií. Hotel Palestina se ale stal často terčem různých bombových útoků rozličných teroristických skupin. 
V dubnu 2003 vypálil americký tank střelu na budovu hotelu, která zabila dva novináře španělské stanice Telecinco. Další tři novináři byli zraněni. Událost vyšetřoval Výbor na ochranu novinářů. Po válce v Iráku nebyl hotel zařazen do zelené zóny, protože se nacházel na druhé straně řeky. Byl proto i přes zvýšená bezpečnostní opatření (zřízení kontrolních stanovišť a betonových bariér) vystaven řadě útoků, např. v říjnu 2005 do něj najelo auto naplněné výbušninami, v roce 2010 byl spolu s několika dalšími bagdádskými hotely terčem sebevraždených atentátníků.
Hotel byl z hospodářského hlediska v roce 2017 v černých číslech a vykazoval zisk. V 3. dekádě 21. století prošel renovací.